# 邵文凯
邵文凱（1887年—？）字仲則，奉天府遼陽州人，中華民国军事将领，后来参加汪精卫政权。

## 生平
1919年（民国8年），邵文凱自東三省講武堂第5期步兵科毕业。1927年（民国16年），被任命为第8軍少将参謀長。翌年，升任東北陸軍第27旅代理旅長，获授少将銜。1931年（民国20年），任東北憲兵副司令兼北平戒严司令。1936年（民国25年）10月，获授中将銜。
后来，他参加汪精卫政权，1944年（民国33年）5月被任命为河南省省長。翌年5月改任軍事委員会委員。
日本投降後，邵文凱被蒋介石的国民政府逮捕，后被軍事法庭判处死刑，但实际執行情况不明。